# Гауришанкар
Гауришанкар, Гаурі Санкар або Гаурі Шанкар (англ. Gaurishankar; деван. गौरीशंकर; тибет. Jomo Tseringma) — гора в Азії, висотою 7146 м — друга за висотою вершина хребта Ролвалінґ-Гімал після Мелунгце (7181 м), який в свою чергу є частиною Гімалаїв, на кордоні Непалу та Китаю. Стандартний час Непалу (UTC+5:45) прив'язаний до меридіану, який проходить через цю гору.

## Географія
Масивна гора з двома вершинами: Гауришанкар Північна (Головна або Шанкар), лежить північніше, та Гауришанкар Південна (Гаурі, 6950 м) — лежить за 1,02 км на південь від головної. За іншими даними, висота південного піку складає 7010 м. Адміністративно вершина лежить на кордоні Непалу: у районі Долакха, зони Джанакпур, у крайній північно-східній частині Центрального регіону та Китаю: у повіті Тінгрі, округу Шигацзе, в південній частині Тибетського автономного району.
Гауришанкар лежить біля західного краю хребта Ролвалінґ-Гімал, приблизно за 35 км на південний-захід від Чо-Ойю (8188 м), найближчого восьмитисячника та за 100 кілометрів на схід — північний схід від Катманду. (Це майже безпосередньо між Катманду та Еверестом. Вершину видно з Катманду). На захід від вершини лежить долина річки Бхоте-Коші, західна межа Ролвалінґ-Гімал. На північний схід лежить долина Менлунґ-Чу, яка відокремлює вершину від батьківського піка Мелунгце. На південь лежить Ролвалінґ-Чу, що веде до проходу Тесі Лапча, який дає доступ до регіону Кхумбу. Він знаходиться в районі Долакха.
Абсолютна висота вершини 7146 метрів над рівнем моря, за іншими даними — 7134 м. Відносна висота — 1600 м, з найвищим сідлом — 5546 м. Топографічна ізоляція вершини відносно найближчої вищої гори Мелунгце (7181 м) — становить 9,51 км.

## Назва
Гора має дві вершини: північна (вища) — називається Шанкар (прояв бога Шиви), а південна називається Гаурі (прояв богині Парваті — супутниці і другої дружини бога Шиви). Вершини суттєво піднімається над долинами річок Бхоте-Коші і Тама-Коші (річки басейну річки Коші) більш як на 5000 м, і оточені з усіх боків крутими схилами та довгими, корінними хребтами.
На рубежі XIX і XX століть європейці помилково іменували Гауришанкаром ще більш високу гору, справжня назву якої на тибетській мові — Джомолунгма.

## Історія підкорення
Перші спроби піднятися на Гауришанкар були зроблені в 1950-х і 1960-х роках, але погода, лавини та складні льодові обставини завадили цим експедиціям. З 1965 по 1979 рік гора була офіційно закрита для сходження. Коли було надано дозвіл для підйомів в 1979 році, американсько-непальська експедиція, нарешті 8 травня, дісталася до верхівки Головної вершини — «Шанкар», через Західний схил. Це був шлях надзвичайних технічних труднощів. У дозволі міністерства туризму Непалу було передбачено, що сходження може бути здійснено лише у випадку, якщо на вершину піднялася б однакова кількість альпіністів з обох країн. Джон Роскеллі та Додже Шерпа виконали це зобов'язання.
У тому ж році британсько-непальська експедиція на чолі з Пітером Бордманом піднялася на довгий і труднодоступний Південно-західний хребет. Бордман, Тім Лич, Гай Недхардт і Пемба Лама піднялися на Південну вершину — «Гаурі» (7010 м.) 8 листопада 1979 року. Хоча вони не зробили спробу пройти по гребню до Головної вершини — «Шанкар», їхній підйом був сам по собі значним досягненням в альпінізмі.
У 1983 р. Гауришанкар знову був підкорений словенською командою. Головна вершина (7146 м) була підкорена 1 листопада Славком Канкаром (лідером експедиції), Бояном Шротом та Сміляном Смодишем; а через три дні це повторили — Франко Пєпєвнік та Йоже Зупан. Вони піднялися на ліву частину Південного схилу, щоб дістатися до Південно-західного хребта, а потім продовжили шлях на Головну вершину.
Сайт «Himalayan Index» містить офіційну інформацію лише про два додаткових підйоми Головну вершину Гауришанкар. Другий підйом був зроблений весною 1984 року Віманом Кульбреттом та Шерпом Анг Камі, через новий маршрут до Південно-західного хребта. Третій підйом (і перший зимовий), у січні 1986 року, було зроблено південнокорейцем Чой Хан-Джо та Шерпа Анг Камі.

## Галерея

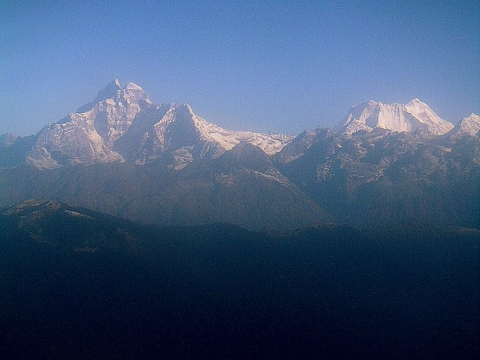
Гауришанкар (ліворуч)
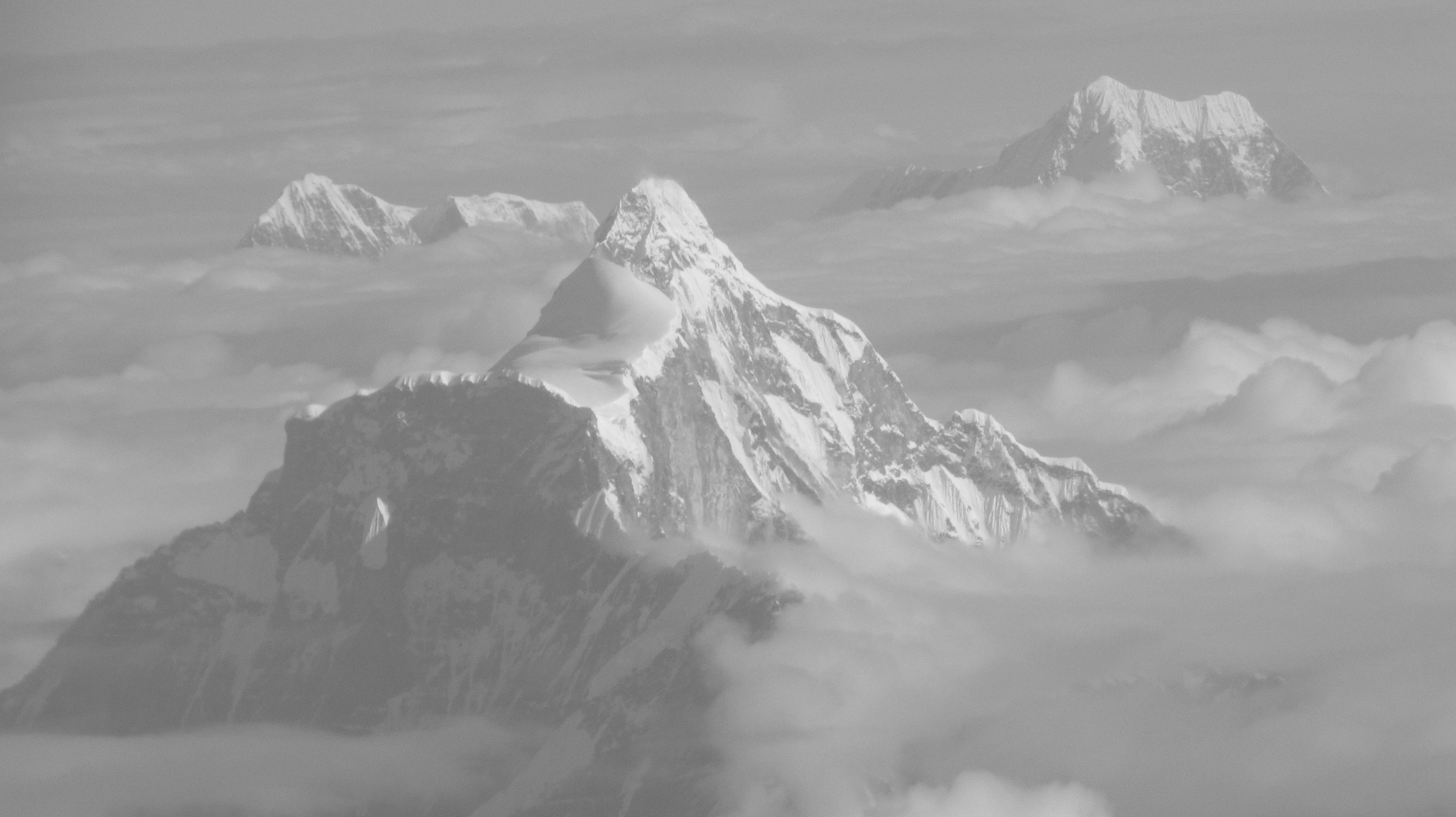
Гауришанкар (вид з півдня)
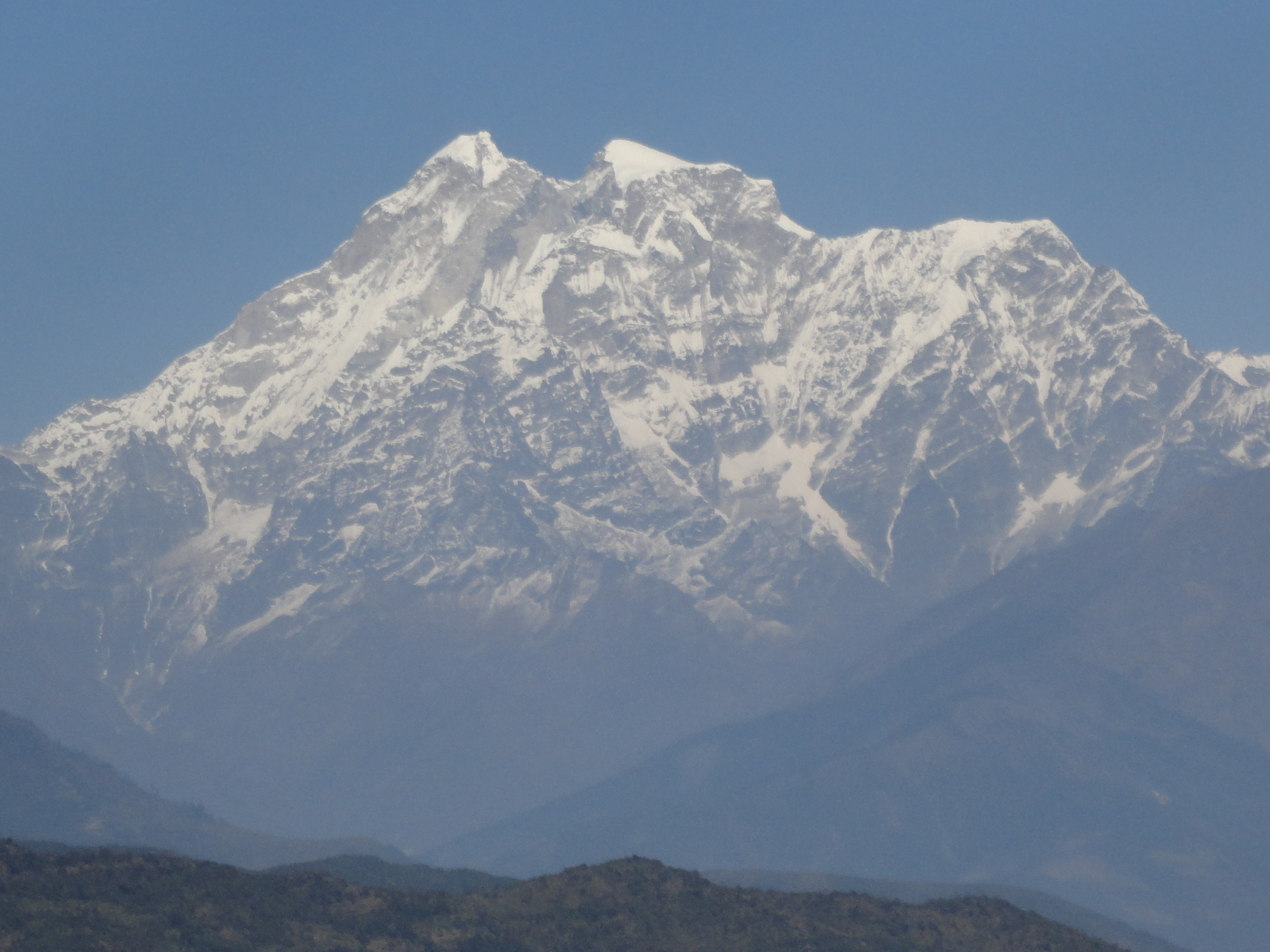
Масив Гауришанкар